# Лазарев Василь Григорович
Василь Григорович Ла́зарев (рос. Василий Григорьевич Лазарев; 1928—1990) — льотчик-космонавт СРСР, здійснив два космічні польоти загальною тривалістю 1 доба 23 години 36 хвилин 50 секунд.

## Біографія
Народився 23 лютого 1928 року в селі Порошино Китмановського району Алтайського краю РРФСР (нині Росія) в сім'ї селянина.
Навчався в Свердловську (нині — Єкатеринбург). З дитинства мріяв про небо.
1943 року закінчив восьмирічку і разом з другом спробував вступити до школи початкового навчання льотчиків. Але друг не вступив, Василь не залишив друга і обоє повернулись до школи.
1945 року закінчив школу і вступив до Свердловського медичного інституту. На останньому курсі отримав пропозицію спеціалізуватись з авіаційної медицини, тому перейшов на військово-медичний факультет Саратовського медичного інституту.
1952 року закінчив інститут і отримав диплом лікаря. Служив військовим лікарем. Однак дитяча мрія літати перемогла і він вступив до Чугуївського військового авіаційного училища льотчиків, яке закінчив 1954 року.
Служив льотчиком-інструктором у авіаційних частинах Військово-повітряних сил СРСР.
З 1955 року по 1959 рік — льотчик-випробувач, старший льотчик-випробувач-лікар. Випробував літаки різних типів і модифікацій, залучався до випробувань різноманітного висотного спорядження льотчиків (скафандр, протиперевантажувальні костюми, кисневе обладнання).
Брав участь у випробуваннях висотного стратостата-лабораторії «Волга», на його борту загалом пробув 28 годин. Одночасно з випробуваннями почав займатись науковою роботою, досліджував психофізичний вплив умов польоту на організм людини і його можливості.
Вперше проходив медкомісію для зарахування в загін космонавтів 1959 року разом з Юрієм Олексійовичем Гагаріним, Германом Степановичем Титовим та іншими космонавтами «гагарінського набору», але не пройшов.
Вдруге проходив медкомісію 1963 року при наборі другої групи космонавтів, але також не пройшов за медичними показниками.
1963 року (з третьої спроби) зарахований до загону радянських космонавтів (1963 Група ВПС № 2, додатковий набір).
Пройшов повний курс загальнокосмічної підготовки і підготовки до польотів на кораблях типу «Восход» і «Союз».
Готувався в складі групи за радянською місячною програмою.
Був дублером Бориса Борисовича Єгорова під час старту космічного корабля «Восход» 12 жовтня 1964 року.
В червні 1970 року разом з Олегом Григоровичем Макаровим входив до екіпажу підтримки космічного корабля «Союз-9».
- Перший космічний політ: з 27 по 29 вересня 1973 року разом з Олегом Григоровичем Макаровим командиром космічного корабля «Союз-12». Тривалість польоту: 1 доба 23 години 15 хвилини 23 секунди.

Був дублером Олексія Олександровича Губарева під час старту космічного корабля «Союз-17» 11 січня 1975 року.
- 5 квітня 1975 року почав другий космічний політ разом з Олегом Григоровичем Макаровим командиром космічного корабля «Союз-18а». Програма польоту передбачала роботу на борту орбітальної станції Салют-4. На ділянці виведення стався збій в роботі третього ступеня ракети-носія і політ перервався. Спусковий апарат з космонавтами відокремився від ракети-носія і здійснив суборбітальний політ в космос. Тривалість польоту: 21 хвилина 27 секунд.

Згодом працював командиром групи космонавтів в Центрі підготовки космонавтів імені Ю. О. Гагаріна.
Помер 31 грудня 1990 року. Похований Щолковському районі Московської області.

## Нагороди
Герой Радянського Союзу (Указ Президії Верховної Ради СРСР від 2 жовтня 1973 року).
2 ордена Леніна, медалі.

## Почесний громадянин міст
Калуга, Барнаул, Єкатеринбург, Печора (Росія), Джезказган, Караганда (Казахстан).

## Публікації
Автор книги «Випробувач космічних кораблів» (М.: 1979).